# Luis Villaseñor y de Oliva
Luis Villaseñor y López de la Oliva (Camuñas, Toledo, c. 1850-1920) fue un político y aristócrata español.
Nace a mediados del siglo XIX en una familia noble e influyente de Camuñas. Con el paso del tiempo y la muerte de sus padres se hace cargo de la herencia, llegando a ser alcalde de la villa. Anticlerical convencido, expulsó al sacerdote del pueblo e hizo venir de Madrid a un misionero protestante, Félix Moreno Astray, que tuvo un gran éxito, de forma que se formó en el pueblo la primera comunidad protestante permanente de la archidiócesis de Toledo. Era de ideas liberales-progresistas y con motivo de la Revolución de 1868, en que hay un desarrollo fulminante del federalismo, proclama el Cantón de Camuñas en 1873, durante la Primera República y bajo la breve presidencia del federalista Francisco Pi y Margall, y de hecho así se mantuvo durante un corto período. Incluso realizó los moldes para acuñar moneda propia. Crea también un periódico local, El Trueno.
Firmante, en 1869, del Pacto Federal Castellano en representación de la provincia de Toledo, junto a Norberto García Roco y José Beltrán.